# Bretonische Tänze
Die bretonischen Tänze sind als Bestandteil eines Fest-noz auch Teil des immateriellen Kulturerbes.
Es handelt sich überwiegend aus Kreis-/Kettentänzen, die sich in der Bretagne entwickelten und sich von der Tanzkultur in anderen Gegenden Frankreichs deutlich unterscheiden. Begleitet werden die Tänze von der bretonischen Musik.

## Entwicklung in der Neuzeit
Unter den bretonischen Tänzen werden zumeist traditionelle bäuerliche Tänze, also Tänze der Landbevölkerung verstanden. Durch Handel wird es aber dennoch einen kulturellen Austausch zwischen der Landbevölkerung und den Städten gegeben haben. Daher sind es eher ländliche Tänze und nicht ausschließlich Bauerntänze.
In vielen Gegenden starb die Tanztradition zum Zeitpunkt des Ersten Weltkrieges aus, in anderen Gegenden erst zum Zweiten Weltkrieg. Ende der 1950er Jahre erlebten die Tänze eine Wiederbelebung, indem diese Kultur systematisch aufgearbeitet wurde und schließlich 2012 als Bestandteil des Fest-Noz zum immateriellen Weltkulturerbe wurde. Im Rahmen dieser Aufarbeitung wurden ältere Menschen in ihren Regionen nach ihren Tänzen befragt.
Aus dem Mittelalter sind kaum Dokumente über die Tänze erhalten, aus denen eine Beschreibung abgeleitet werden könnte.

## Herkunft
Die Tänze leiten sich von antiken Kreistänzen ab, auch wenn starke Einflüsse von Renaissancetänzen noch vorhanden sind. Als kollektive Tänze wurden sie in großen Kreisen getanzt. Sie stellen eine Manifestation der Einheit der dörflichen Gemeinschaft dar.
Die erste schriftlich dokumentierte Choreografie eines Tanzes aus der Bretagne erscheint 1588 in der Orchesografie von Thoinot Arbeau: Er sprach von Tors, Caroles, Trihori und Branles. Als Säule der bretonischen Kultur haben sich die Tänze ständig weiterentwickelt und erreichten eine Vielfalt von ca. 500 Tänzen, unter Berücksichtigung von lokalen Variationen. Dabei lassen sich die Tänze auf ca. 10 Muttertänze reduzieren.
Ende des 19. und Anfang des 20. Jahrhunderts folgten Mode und Stil der Tänze der Entwicklung der Gesellschaft. Der Trend zum Individualismus äußerte sich unter anderem auch darin, dass die Kreise zunächst in Ketten aufgebrochen wurden. Später wurden die Ketten immer kürzer und einzelne Tänze wurden auch als Paartanz weitergeführt (An Dro entwickelte sich zu Kas a-barh).

## Tanzrichtung
Die bretonischen Tänze im Kreis oder in der Kette werden nahezu ausschließlich nach links getanzt. Die Personen stehen Schulter an Schulter und berühren sich entweder an der Hand oder Arm. In bestimmten Abschnitten des Tanzen können auch kurze Schritte nach rechts erfolgen. Aber die Gesamtbewegung erfolgt nach links. Dies ist oft im Gegensatz zu mittel-/osteuropäischen Kreis-/Kettentänzen, die nach rechts getanzt werden. Dies soll mit der Verlaufsrichtung des zentralen Gestirns des Stammes korrespondieren: Die Sonnenstämme tanzen nach links, die Mondstämme tanzen nach rechts. Hierbei zählt die Bewegung des Zentralgestirns im Verlauf eines Jahres. Die Sonne geht im Osten auf und im Westen unter, so dass sich eine Bewegung im Uhrzeigersinn (nach links) ergibt.

## Tanzkategorien
Die Tänze lassen sich unterschiedlich gruppieren:

### Rhythmik/Länge
In der Bretagne sind traditionell nur Tänze mit einem geraden Takt, wie 4/4, 6/4 oder 8/4 bekannt. Der 3/4-Takt ist nur bei modernen Tänzen zu sehen, die importiert wurden. Basierend auf dem Takt besteht der Grundschritt immer aus einer geraden Anzahl an Schritten.

### Gruppe
Die Tänze lassen sich aufgrund der historischen Entwicklung folgenden Tanzgruppen zuordnen:
- Branle ancienne, die verschiedene Branle-Schritte verwenden, wie Hanter-dro, An Dro oder Rond de Landeda
- Dañs tro oder auch Gavotte, in der Regel ein Grundschritt mit 8 Schritten, wie Gavotte du Bas-Léon oder Kost ar c'hoat

### Suiten
Eine Suite besteht aus mindestens zwei unterschiedlichen Choreographien A und B. Oft wird die zuerst gespielte Choreographie A (Ton simple) nach der 2. Choreographie (Bal) als dritter Teil wiederholt (Ton double):
- A: Ton simple – Kreistanz
- B: Baleau – Ballteil (Kreis- oder Paartanz)
- A*: Ton double – Kreistanz wie A
- C (selten): Nachtanz

Auswahl an Tänzen mit 2 Teilen (Ton simple und Bal):
- Suite Keff

Auswahl an Tänzen mit 3 Teilen:
- Suite Plinn
- Suite Gavotte de Montagne

Auswahl an Tänzen mit 4 Teilen:
- Suite de Loudeac

## Paartanz
Die aktuell in der Bretagne anzutreffenden Paartänze haben sich wohl erst in den letzten 150 Jahre entwickelt.
- Kas a-barh
- Aeroplane

## Tanz der Gemeinschaft
Die bretonischen Tänze sind als Tänze der Gemeinschaft, vor allem der Arbeitsgemeinschaft definiert. Vor allem auf dem Land pflegten die Bauern viele gemeinschaftliche Arbeiten, die abends mit Tanzen beschlossen wurden. Daher werden die bretonischen Tänze auch als bäuerliche Tänze angesehen.
Einzelne landwirtschaftlichen Tätigkeiten wurden oft von der ganzen Dorfgemeinschaft durchgeführt, wie das Dreschen von Getreide. Dies wurde von rhythmischen Gesängen begleitet. Zur Erholung wurden abends getanzt.

## Tanzstil
Speziell auf dem Land waren die Tänze als Erholung nach gemeinschaftlichen Tätigkeiten geprägt, zu denen die Leute schweres Schuhwerk trugen. Die Tänze sind daher eher schwer. Es wird kaum gesprungen oder gehüpft. Die Tänze werden mit dem ganzen Fuß durchgeführt. Selbst innerhalb der keltischen Familie sind die bretonischen Tänze die geerdesten.
Teils werden einzelnen Tänzen nachgesagt, diese dienten der gemeinschaftlichen Arbeit, um den Dreschplatz wieder einzuebnen (vor allem Dañs plinn).

## Körperhaltung
Der Oberkörper ist aufrecht und ruhig. Es gibt nur eine geringe rhythmischen auf-und-ab Bewegung, die sich aus der Vorwärtsbewegung ergibt. Die Charakteristik eines bretonischen Tanzes ist in der Fußbewegung zu sehen, die vom Oberkörper getrennt ist. Die Bewegung wird über die Knie abgefedert, so dass trotz umfangreicher Fußbewegung der Oberkörper sich kaum bewegt. Der Oberkörper sollte so stabil sein, dass der Tänzer fast schon ein Buch auf dem Kopf balancieren könnte.
Ungeübte Tänzer erkannt man an dem deutlichen Mitwippen des Oberkörpers. Indem dies so weitergegeben wird, entwickeln sich die Tänze weiter, indem ein Wippen des Oberkörpers auch Bestandteil sein kann.

## Armhaltung
Bei Kettentänzen oder auch Paartänzen, gibt es Tänzer, die eine freie Hand haben. Diese kann wie folgt fixiert werden: 
- Freie Hand wird auf den Rücken gelegt.
- Freie Hand wird auf der Hüfte abgestützt.
- (Traditionell): Der Mann hängt den Daumen am Hosenträger oder Ärmelausschnitt der Weste ein; die Frau hält den Stoff ihres Rocks.

## Musik
Die bretonische Tanzmusik hat sich in einer Symbiose mit den Tänzen weiterentwickelt. So wird zu einer Melodie nur ein bestimmter Tanz verwendet. Die Melodie ist an die Schrittfolge bzw. Fußbewegung angepasst, so dass die Schritte in der Melodie wiedererkannt werden können.
Zu jedem Tanz geben die Musiker einen Auftakt oder Einführung. Die Tänzer erkennen anhand der Melodie den Tanz und finden sich zu Kreisen oder Ketten zusammen, bevor der eigentliche Tanz beginnt. Diese Einführung entspricht einer Tanzansage.

## Liste an Tänzen
- Liste bretonischer Tänze